# La Guerre des valses (film, 1933)
Pour plus de détails, voir Fiche technique et Distribution.
La Guerre des valses ou sous son titre originel Walzerkrieg est un film allemand réalisé par Ludwig Berger et sorti en 1933.
Il a été tourné en deux versions simultanées (avec des distributions différentes), l'une allemande (Walzerkrieg), l'autre française coréalisée par Raoul Ploquin.

## Synopsis
Dans la Vienne de la première moitié du XIXe siècle, Joseph Lanner est un compositeur de valses respecté, qui a acquis une grande popularité avec son orchestre. Son premier violon Johann Strauss est encore largement inconnu, mais plein d'ambition. Il y a rapidement des confrontations entre Lanner et son jeune concurrent.
Ces nouvelles pour une danse peu connue en dehors de l'Autriche arrivent un jour en Angleterre. La jeune reine est éperdument amoureuse d'un charmant prince allemand, Albert de Saxe-Cobourg-Gotha, et espère bientôt l'épouser. Mais comme il paraît indifférent, elle croit pouvoir l'attirer avec cette musique et cette danse. Victoria envoie le directeur musical des bals de la cour à Vienne pour en savoir plus. Sir Philips, l'émissaire britannique, arrive au milieu de la controverse entre Lanner et Strauss dont tout Vienne parle.
Strauss et quelques autres musiciens Lanner veulent voler de leurs propres ailes, alors que le vieux musicien s'entête et est totalement hermétique aux nouveautés. Les "jeunes" créent leur propre orchestre que dirigera Strauss. Pour combler leur absence, Lanner fait appel à sa fille Katharina, dite Katti. Elle est accompagnée de son amie harmoniciste Susi. La concurrence est rude, ils jouent l'un après l'autre sur les mêmes scènes. Cette guerre des valses se fait aussi avec des coups bas et des coups de poing. Sir Philips est surpris de ces tempéraments, il croit aussi que cette musique et cette danse sauront unir les deux cœurs royaux. Il convainc Strauss de venir à Londres.
Pour ne pas laisser le triomphe à Strauss, Lanner décide d'envoyer sa fille Katti afin de poursuivre la guerre en Angleterre. Juste avant un concert devant Sa Majesté, Katharina Lanner enferme Johann Strauss dans sa chambre. Mais le timbalier Gustl veut éviter l'embarras et se fait passer pour Johann Strauss. Avec une grande habileté, il est en mesure de mener le concert royal avec succès. Finalement le prince Albert demande sa main à Victoria. Quand Victoria demande à Gustl à la fin du concert de présenter une nouvelle composition impromptue, il est déconcerté. Une découverte fortuite dans la poche de son manteau le sauve. Il a une serviette, dans laquelle Lanner a griffonné une composition inédite. Il l'a fait jouer à l'orchestre de Strauss.
Joseph Lanner apprend tout quand tout le monde revient à Vienne. Hors de lui, il accuse Strauss de plagiat. Des négociations très animées aboutissent à la collaboration de Lanner et de Strauss qui composent ensemble la Marche de Radetzky. De leur côté, Katti et Gustl se mettent en couple.

## Fiche technique de la version française
- Réalisateur : Ludwig Berger
- Coréalisateur (et directeur de production) de la version française : Raoul Ploquin
- Scénaristes : Robert Liebmann, Hans Müller
- Durée : 85 minutes

### Distribution
- Fernand Gravey : Franz
- Armand Dranem : Le juge
- Madeleine Ozeray : Reine Victoria
- Fernand Charpin : Joseph Lanner
- Pierre Mingand : Johann Strauss
- Janine Crispin : Katie
- Paul Ollivier : Le chambellan
- François Rozet : Prince Albert
- Arletty : La chocolatière
- Maximilienne : Une dame d'honneur

## Fiche technique de la version allemande
- Titre : Walzerkrieg
- Réalisation : Ludwig Berger
- Scénario : Robert Liebmann (de), Hans Müller
- Musique : Alois Melichar
- Direction artistique : Robert Herlth, Walter Röhrig
- Costumes : René Hubert
- Photographie : Carl Hoffmann
- Son : Fritz Thiery
- Montage : Willy Zeyn
- Producteur : Günther Stapenhorst
- Société de production : UFA
- Société de distribution : UFA
- Pays d'origine :  Reich allemand
- Langue : allemand
- Format : Noir et blanc#Cinéma - 1,37:1 - 35 mm
- Genre : Musical
- Durée : 93 minutes
- Dates de sortie :
  -  Reich allemand : 4 octobre 1933.
  -  Royaume de Hongrie : 7 octobre 1933.
  -  Finlande : 29 octobre 1933.
  -  Suède : 30 octobre 1933.
  -  Danemark : 29 novembre 1933.
  -  État espagnol : 31 mars 1934.
  -  États-Unis : 18 novembre 1934.
  -  France : 26 juillet 1935[1].

### Distribution
- Anton Walbrook : Johann Strauss
- Paul Hörbiger : Joseph Lanner
- Renate Müller : Katti Lanner
- Willy Fritsch : Gustl
- Theo Lingen : Sir Philips
- Hanna Waag (de) : Victoria
- Heinz von Cleve : le prince Albert
- Trude Brionne : Susi, l'amie de Katti
- Rosy Barsony : Ilonka, danseuse
- Hugo Flink (de) : L'hôtelier
- Karel Stepanek : Leopold